# Takifugu rubripes
Espèce
Statut de conservation UICN

 NT  : Quasi menacé
Takifugu rubripes est un fugu, une espèce de poissons du genre Takifugu, de la famille des Tetraodontidae. Cette espèce est un organisme modèle pour la recherche scientifique.